# RURU (イラストレーター)
RURU（ルル、5月8日 - ）は、日本のイラストレーター、漫画家。東京在住。O型。

## 主な作品リスト

### 挿絵
- 東都幻沫録（著者：高瀬美恵、講談社X文庫ホワイトハート）全2巻
- エターナルリング（著者：竹内誠、電撃文庫）
- LOST MOMENT（著者：水城正太郎、富士見ミステリー文庫）全2巻
- 世直士学園（著者：七海花音、ルルル文庫）全2巻
- 恋は愚かというけれど（著者：久我有加、ディアプラス文庫)）
- センチメンタルなビスケット （著者：松前侑里、ディアプラス文庫）
- 恋愛モジュール（著者：栗城偲、ディアプラス文庫）
- コーダシリーズ（著者：マリー・セクストン（翻訳：一瀬麻利）、モノクローム・ロマンス文庫）全2巻
  - ロング・ゲイン 〜君へと続く道〜
  - 恋人までのA to Z
- 小説 薄桜鬼 斎藤一編（著者：長野和泉、監修：アイディアファクトリー/デザインファクトリー、オトメイトノベル）全4巻

### 漫画
- 俺たちのステップ（原作：六月十三(ワンダーファーム)、キャラクター原案：タカツキノボル、comic B's-LOG連載）全2巻
- アルカナ・ファミリア-Amore Mangiare Cantare!（原作：HuneX、キャラクターデザイン：さらちよみ、シルフ連載）全4巻
- インフェルノ（原作：高殿円、ARIA連載）全5巻
- 私はおとなしく消え去ることにします（原作：きりえ、キャラクター原案：Nardack 、ComicWalker（FLOS COMIC）連載）既刊1巻

### CD
- 血液型男子。（フロンティアワークス発売） - キャラクターデザイン・メインビジュアル・ジャケットイラスト
- シェアらぶ（レーベルレッド発売） - ジャケットイラスト